# Мір-Махале (Фуман)
Мір-Махале (перс. ميرمحله) — село в Ірані, у дегестані Руд-Піш, у Центральному бахші, шагрестані Фуман остану Ґілян. За даними перепису 2006 року, його населення становило 200 осіб, що проживали у складі 49 сімей.

## Клімат
Середня річна температура становить 14,21 °C, середня максимальна – 27,84 °C, а середня мінімальна – -1,36 °C. Середня річна кількість опадів – 939 мм.
| Клімат поселення                              | Клімат поселення | Клімат поселення | Клімат поселення | Клімат поселення | Клімат поселення | Клімат поселення | Клімат поселення | Клімат поселення | Клімат поселення | Клімат поселення | Клімат поселення | Клімат поселення | Клімат поселення |
| Показник                                      | Січ.             | Лют.             | Бер.             | Квіт.            | Трав.            | Черв.            | Лип.             | Серп.            | Вер.             | Жовт.            | Лист.            | Груд.            |                  |
| Середній максимум, °C                         | 8,00             | 9,40             | 12,38            | 18,42            | 22,31            | 25,24            | 27,84            | 27,47            | 24,70            | 21,03            | 16,18            | 11,74            |                  |
| Середня температура, °C                       | 3,34             | 4,70             | 7,70             | 13,74            | 17,63            | 20,55            | 23,51            | 23,11            | 20,37            | 16,68            | 11,84            | 7,39             |                  |
| Середній мінімум, °C                          | −1,36            | 0,00             | 3,01             | 9,05             | 12,95            | 15,86            | 19,17            | 18,80            | 16,02            | 12,35            | 7,50             | 3,06             |                  |
| Норма опадів, мм                              | 99               | 79               | 76               | 53               | 41               | 26               | 19               | 44               | 94               | 144              | 127              | 137              |                  |
| Середньомісячна швидкість вітру, м/с          | 2.20             | 2.37             | 2.40             | 2.30             | 2.30             | 2.56             | 2.50             | 2.35             | 2.18             | 2.09             | 1.93             | 1.93             |                  |
| Середньомісячна сонячна радіація, кДж/м²·день | 6825             | 9005             | 11133            | 15791            | 20103            | 22444            | 23250            | 19632            | 16187            | 11014            | 8600             | 6592             |                  |
| --------------------------------------------- | ---------------- | ---------------- | ---------------- | ---------------- | ---------------- | ---------------- | ---------------- | ---------------- | ---------------- | ---------------- | ---------------- | ---------------- | ---------------- |
| Джерело:                                      |                  |                  |                  |                  |                  |                  |                  |                  |                  |                  |                  |                  |                  |